# Burza na Mazurach w 2007
Burza na Mazurach 21 sierpnia 2007 – silna wielokomórkowa burza nad Mazurami, związana z frontem szkwałowym, w czasie której zmierzono największą prędkość wiatru w Mikołajkach w historii pomiarów.

## Meteorologia
Chmura burzowa, która spustoszyła 21 sierpnia 2007 r. jeziora mazurskie, powstała rankiem nad Bieszczadami, następnie przesunęła się na północ, przechodząc przez Roztocze i Polesie Lubelskie. Nad Niziną Podlaską chmura napotkała na silne prądy wznoszące, dzięki czemu gwałtownie się rozwinęła i przybrała na sile. Około godziny 15 lokalnego czasu CEST chmura burzowa znajdowała się nad obszarem Mazur. Temperatura w krótkim czasie spadła o około 10 °C. W obszarze prądów zstępujących (linia szkwału) prędkość wiatru osiągała 120 km/h. W Mikołajkach mierzona prędkość wiatru osiągnęła największą wartość w historii pomiarów (35 m/s, czyli 126 km/h). Komórka przesunęła się następnie nad Zatokę Gdańską. Obserwatorzy na ziemi notowali kowadło burzowe. Na zdjęciu satelitarnym z satelity NOAA 18 o godzinie 11.49UTC widać zimne wierzchołki chmur (ok. 212 K) na Mazurach, co wskazuje na aktywną konwekcję. Widać też strefę frontalną w północnej Polsce.
Na stacji meteorologicznej Mikołajki obserwowano znaczną zmianę prędkości wiatru o godzinie 13 UTC (15 CEST) z kierunku prawie południowego, obserwowano też chmury cumulonimbus oraz wyładowania atmosferyczne. Przy przejściu frontu burzowego temperatura powietrza spadła z 28 °C do 16 °C. Na dwie godziny przed przyjściem gwałtownego wiatru obserwacje wskazywały na rozbudowujące się niskie chmury cumulus congestus. Pomiędzy 6UTC i 12UTC obserwacje wskazywały na wysokie chmury cirrus.
O godzinie 15:07 czasu lokalnego (13:07 UTC) Biuro Prognoz Meteorologicznych Białystok wydało ostrzeżenie o aktywnych burzach i burzach z gradem dla województwa podlaskiego i warmińsko-mazurskiego.
Burza mazurska 2007 była jedną z kilku komórek burzowych, które tego dnia rozwinęły się na obszarze Polski.

## Dyskusja w prasie
Burza spowodowała śmierć 12 żeglarzy. Wywołała też dyskusję na temat prognozowania gwałtownych zjawisk meteorologicznych oraz metod ostrzegania. Dziennikarka Izabela Kacprzak opublikowała w gazecie „Rzeczpospolita” artykuł, w którym ustaliła, że dane z radaru meteorologicznego w Legionowie nie były dostępne w tym dniu ze względu na przerwaną łączność.
Media używały do opisu wydarzenia pojęcia biały szkwał występującego w literaturze marynistycznej. Nie jest to nazewnictwo prawidłowe, gdyż takie zjawisko występuje przy bezchmurnym niebie. Relacje naocznych świadków i obserwacje meteorologiczne wskazują, że przyjście burzy dało się łatwo przewidzieć.